# Марксистско-ленинская коммунистическая партия Эквадора
Марксистско-ленинская коммунистическая партия Эквадора (исп. Partido Comunista Marxista-Leninista del Ecuador) — политическая партия в Эквадоре. Является одной из немногих ходжаистских партий в мире, пользующихся некоторым влиянием в профсоюзном движении и электоральной политике.

## История
МЛКПЭ была образована в 1964 году в результате откола от просоветской компартии Эквадора группы молодых маоистов во главе с Рафаэлем Эчеверриа (Rafael Echeverría). Позднее партия отошла от маоизма и с конца 70-х годов придерживалась проалбанской линии.
В 1996 Р. Эчеверриа с группой сторонников вышел из МЛКПЭ и основал Партию трудящихся (Рабочую партию) Эквадора (Partido de los Trabajadores del Ecuador).
МЛКПЭ имеет легальное крыло, участвующее в выборах. Изначально им было основанное в 1978 году Демократическое народное движение (Movimiento Popular Democrático, MPD), которое было представлено в парламенте страны пятью депутатами (затем остался один). Его член Хайме Уртадо был первым афроэквадорским депутатом парламента, пока в 1999 году не был убит во время избирательной кампании накануне выборов президента.
В 2014 году Национальная избирательная комиссия лишила Демократическое народное движение регистрации по причине его низких электоральных показателей, и МЛКПЭ создала новый политический фронт — «Народное единство» (Unidad Popular), располагающее почти 200 тысячами членов и несколькими местными депутатами. Особенно сильны его позиции в провинции Эсмеральдас, где оно контролирует местную власть.

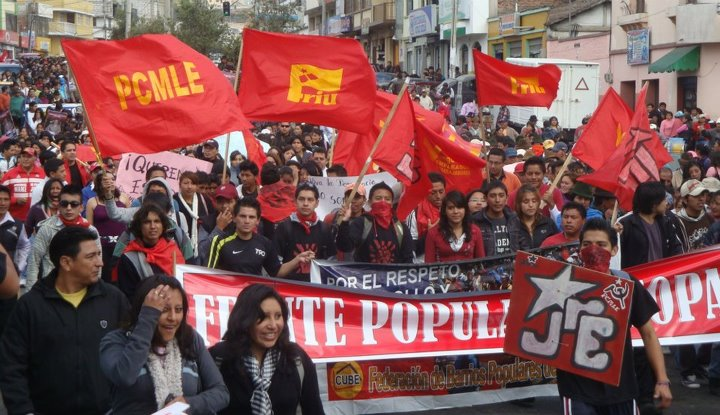
Марш МЛКПЭ, 2012 год

МЛКПЭ находилась в оппозиции ко всем правительствам вплоть до Густаво Нобоа включительно, затем краткое время (3 месяца) поддерживала президента Лусио Гутьерреса. 
К Рафаэлю Корреа также поначалу относилась скорее благосклонно, но с 2009 года перешла в жёсткую оппозицию к нему, даже агитируя за правых кандидатов во вторых турах выборов, в которые проходили кандидаты левого Альянса ПАИС, рассматриваемого МЛКПЭ как «предатели» левых идей. 
Накануне выборов 2017 года её легальное крыло входило в «Национальное соглашение за перемены» — коалицию сил левее центра, оппозиционных правительству Альянса ПАИС.
Партия является главным организатором Международной конференции марксистско-ленинских партий и организаций (печатный орган — журнал «Единство и борьба»), объединяющей с 1995 года антиревизионистские партии ряда стран мира. Молодёжная организация МЛКПЭ — Революционная молодёжь Эквадора (Juventud Revolucionaria del Ecuador). ЦО — газета «En Marcha». Лидер партии — Освальдо Паласиос (Osvaldo Palacios).